# Бруссар, Израэль
Исайя Израэль Бруссар (англ. Isaiah Israel Broussard; род. 22 августа 1994, Галфпорт, Миссисипи, США) — американский актёр кино и телевидения. Наиболее известен своими ролями в криминальном фильме «Элитное общество» (2013), драме «Идеальный кайф» (2015), триллере «H8RZ» (2015), комедии «Хорошие дети» (2016), слэшере «Счастливого дня смерти» (2017), а также в его продолжении «Счастливого нового дня смерти» (2019) и в романтическом фильме для подростков «Всем парням, которых я любила раньше» (2018).

## Биография

### Ранние годы
Бруссар родился в Галфпорте, штат Миссисипи, у консультанта по косметике Mary Kay Анжелы (урождённой Клэпп) и Лоуренса Клейтона Адамса (1957—1999), который скончался, когда Бруссару было четыре года. Он был воспитан в Сосье, штат Миссисипи, его матерью и отчимом, программистом Жилем Бруссаром, который позже усыновил его и старшую сестру Израэля. Также у него есть младший сводный брат от повторного брака матери.

### Карьера
Бруссар начал свою карьеру с небольших ролей. Так, он сыграл Гарретта Эйнбиндера в комедийной драме «Привет, Джули!» (2010) и Джоша в комедии «Сопровождающий» (2011), до того как получил роль Марка Холла в криминальном фильме Софии Копполы «Элитное общество» (2013). Он получил хорошие отзывы за свою работу в последнем фильме.
В 2013 году Бруссар появился вместе с Лили Коллинз в музыкальном видео для M83 «Claudia Lewis», режиссёром которого была Брайс Даллас Ховард, а затем сыграл Карсона Тафта в фильме «Идеальный кайф» (2015). В следующем году Бруссар снялся в роли Майка «Спайс» Дженнингса в комедийном фильме «Хорошие дети».
В фильме ужасов Кристофера Лэндона «Счастливого дня смерти» (2017) Бруссар сыграл Картера Дэвиса в паре с Джессикой Рот. В 2018 году он сыграл главную роль в триллере «Закат цивилизации», а также роль Джоша Сандерсона в экранизации молодёжного романа Дженни Хан «Всем парням, которых я любила раньше», режиссёром которого выступила Сьюзен Джонсон. Затем Бруссар повторил свою роль Картера Дэвиса в сиквеле «Счастливого нового дня смерти» в 2019 году.

## Фильмография

### Фильмы
| Год  | Название                             | Роль                   | Примечания |
| ---- | ------------------------------------ | ---------------------- | ---------- |
| 2010 | Привет, Джули!                       | Гаррет Эйнбиндер       |            |
| 2011 | Сопровождающий                       | Джош                   |            |
| 2013 | Элитное общество                     | Марк Холл              |            |
| 2014 | Внеземное Эхо                        | Кэмерон                |            |
| 2015 | H8RZ                                 | Джэк Стэнтон           |            |
| 2015 | Валет червей                         | Роберт Адамс           |            |
| 2016 | Хорошие дети                         | Майк «Спайс» Дженнингс |            |
| 2017 | Счастливого дня смерти               | Картер Дэвис           |            |
| 2017 | Обещай, что дождешься                | Бобби Нимиц            |            |
| 2018 | Закат цивилизации                    | Майлс                  |            |
| 2018 | Всем парням, которых я любила раньше | Джош Сандерсон         |            |
| 2019 | Счастливого нового дня смерти        | Картер Дэвис           |            |
| 2021 | Девушка, которая боялась дождя       | Калеб                  |            |

### Телевидение
| Год  | Название                  | Роль               | Примечания                       |
| ---- | ------------------------- | ------------------ | -------------------------------- |
| 2010 | Романтика под вопросом    | Джастин Томас      | 2 эпизода                        |
| 2013 | Сыны анархии              | Джой Нун           | Эпизод: «Sweet and Vaded»        |
| 2015 | Идеальный кайф            | Карсон Тафт        | Телевизионный фильм              |
| 2016 | Бойтесь ходячих мертвецов | Джеймс МакКалистер | 2 эпизода                        |
| 2019 | Навстречу тьме            | TBA                | Эпизод: «Всё, что мы уничтожаем» |

### Музыкальные клипы
| Год  | Название        | Группа/артист |
| ---- | --------------- | ------------- |
| 2013 | «Claudia Lewis» | M83           |